# Stefan Stanisławiak
Stefan Stanisławiak (ur. 7 lipca 1941 w Racocie, zm. 26 marca 2017) – polski zawodnik i trener jeździecki, wieloletni członek polskiej kadry narodowej. 

## Życiorys
Związany był ze Stadniną Koni Racot. Był wieloletnim członkiem polskiej kadry narodowej. Jako zawodnik z sukcesami startował między innymi na Międzynarodowych Zawodach w Nicei, Rzymie i Akwizgranie. W 1958 zdobył drużynowo szóste miejsce na Mistrzostwach Europy Juniorów w Hanowerze. W 1969 został II wicemistrzem na Mistrzostwach Polski w Skokach Przez Przeszkody. Był również członkiem kadry olimpijskiej na XIX Letnie Igrzyska Olimpijskie w Meksyku (1968) oraz XX Letnie Igrzyska Olimpijskie w Monachium (1972). Po zakończeniu kariery zawodniczej był między innymi trenerem w klubie Agro-Handel Śrem.